# Ревиста Аромъняска
„Ревиста Аромъняска“ (на румънски: Revista Aromânească, в превод Арумънско списание) е тримесечно арумънско списание, издавано в Букурещ от 1929 до 1931 година.
Печата се в графичния институт „Буковина“. След излизането на 5 броя, спира в 1931 година. От №1 за 1930 година излиза със заглавието „Ревиста Мачедоромъна“ (Revista Macedoromână, Македорумънско списание) с редактори Георге Мурну, Теодор Капидан и Виктор Папакостя. В програмата се казва:
| „ | ...ние се стремим да хармонизираме заедно културните и научните аспекти с литературните, артистичните и дори административните проблеми на етническото съществуване на арумъните. | “ |

Това е най-важното научно списание от и за арумъните, редактирано от известни интелектуалци.